# Fakhra Younas
Fakhra Younas, (urdu: فاخرہ یونس) (Karachi, 1979 o 1980 – Roma, 17 marzo 2012), è stata una scrittrice e ballerina pakistana, autrice dell'opera autobiografica Il volto cancellato.

## Biografia
Younas ha subito, nel 2005, una forma di violenza che è diffusa nella condizione sociale della donna in paesi asiatici come il Pakistan, l'Afghanistan, il Nepal e l'India, cioè quella di essere sfigurata con l'acido dal marito geloso. Grazie all'aiuto di alcune persone, Younas si è poi recata in Italia dove è stata curata all'Ospedale Casilino di Roma ed è stata aiutata dall'associazione Smileagain.
Fakhra Younas ha scelto di raccontare la sua storia nel libro autobiografico Il volto cancellato, attraverso cui intendeva dare forza e coraggio a tutte quelle ragazze che come lei subiscono soprusi.
Si è uccisa il 17 marzo 2012 lanciandosi dal sesto piano di una palazzina di Tor Pagnotta, alla periferia di Roma.